# バリアフリー

国際シンボルマーク

バリアフリー（英: Barrier-free）は、対象者である障害を含む高齢者等が、社会生活に参加する上で生活の支障となる物理的な障害や、精神的な障壁を取り除くための施策、もしくは具体的に障害を取り除いた事物および状態を指す。

## 定義
もとは建築用語で障がいのある人が生活上障壁となるものを除去する意味で使用されていた。その後、バリアフリーの意味は広くなり、すべての人にとって社会参加する上での物理的、社会的、制度的、心理的な障壁の除去という意味で用いられている。
バリアフリーは建築物などに存在する障壁を取り除く意味で用いられていたが、ロナルド・メイスによってはじめから多くの人が利用しやすいものとするユニバーサルデザインが提唱され、駅などの触知案内板や音声案内、パソコンの読み上げ機能などもユニバーサルデザインに含まれる。
「設備やシステムが、広く障がい者や高齢者などに対応可能であること」を指して「バリアフリー」と言うのは、主にアジアやヨーロッパなどの非英語圏で見られる用法で（例えばドイツでは「Barrierefreiheit」と呼ばれる）、アメリカやイギリスなどの英語圏では「アクセシビリティ」（accessibility）と呼ぶ。それに対して、英語圏で「バリアフリー（barrier free）」と言うと、単に建物の段差を取り除くことなどのみを示すわけではない。

## 歴史
- 1974年6月、バリアフリーデザインに関する専門家会議（国連障害者生活環境専門家会議）において、報告書『バリアフリーデザイン』が作成され、これがバリアフリーと言う言葉（この時点では単なる建築用語であり、建物などのハード面を指していた[2]）の知られるきっかけとなった。
- 1982年、前年実施された「国際障害者年」を受け、国連総会において『障害者に関する世界行動計画』が採択される[3][4]。
- 1987年、イタリア政府が国連で障がい者の権利を守る国際条約の提案を行う。
- 1989年、スウェーデン政府が国連で障害者の権利を守る国際条約の提案を行い、この提案が『障害者の機会均等化に関する基準規則』として採択される。
- 2001年、メキシコ政府が国連で国際条約の提案を行う。
- 2001年、国連総会で障がい者の権利条約の設置がされる。
- 2006年、国連総会で障がい者の権利条約として「障害者の権利に関する条約」が採択される。

## 物理上の改善

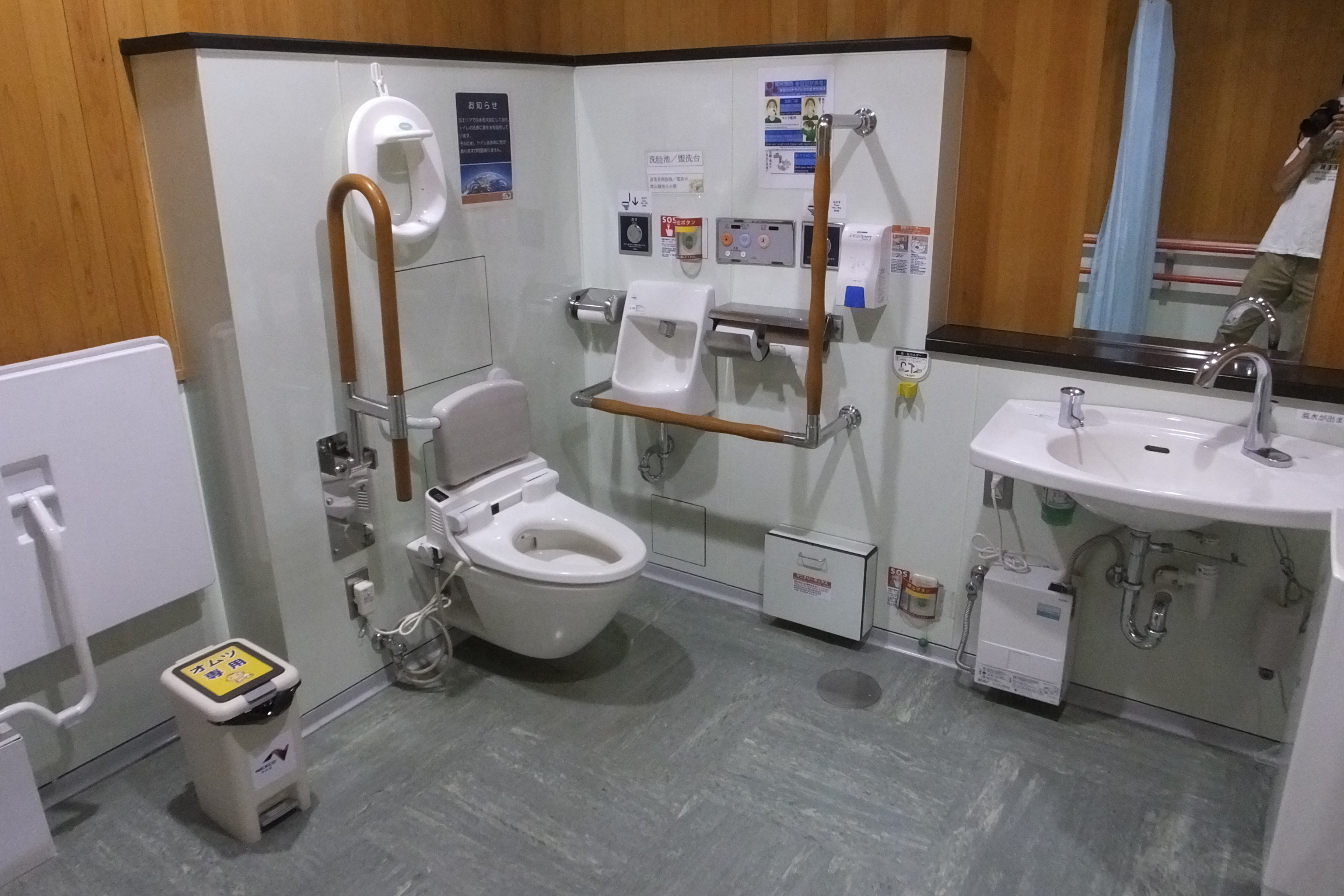
高速道路サービスエリアにも採用されているTOTO製障がい者用トイレ (静岡サービスエリア)

バリアフリーは最初は建築物の段差解消などの意味で用いられた。
具体的には、施設面（特に公共施設）では
- 車椅子利用者向け
  - 段差の解消（視覚障がい者向けでもある）
    - ノンステップバス
    - 超低床電車（日本では路面電車が特に重視される）
    - 低床バス
    - 階段に併設したスロープ
    - 車椅子対応エレベータ、運搬機（いわゆる階段昇降機・斜行機）

  - 手すり
  - スペースの広いトイレや電話ボックス
  - 車椅子利用者用駐車スペース（幅：3.5m以上）
    - 内部障害者や妊婦などに開放しているケースもある
    - パーキングパーミット制度の実施
- 視覚障害者向け
  - 点字
    - 点字ブロック （点字ブロックは歩行困難者や車椅子使用者にとってはバリアになる問題点が指摘され、段差凹凸の低いものが開発実用化されてきている）

  - 容器・包装の改良（ユニバーサルデザインも参照）
    - 牛乳パックの上部の切欠き（日本農林規格及び日本工業規格）
    - ラップフィルムの紙箱の凹凸の「W」マーク（業界団体・家庭用ラップ技術連絡会）
    - シャンプー容器の側面の刻み（業界団体・日本化粧品工業連合会）

  - 音響式信号機（盲人用押しボタン（歩行者用信号機の青の点灯時間が長くなる）が併設されているケースがある）
  - 玄関・入口近くでの電子チャイム（盲導鈴）
  - コントラストの強い公共表示（弱視者のため）
- オストメイト（人工肛門・人工膀胱保有者）向け
  - オストメイト対応トイレ
- 子供を持つ保護者などに対する配慮
  - ベビーチェア（トイレを保護者が使用している間に、子供が暴れたりしないように座らせる椅子。ベビーキープとも称される[5]。）
  - ベビーベッド・ベビーシート（乳児のオムツ交換のために座らせる設備）
  - 授乳室
- その他（内部障害など）[6]
  - 歩きたばこの禁止とその表示（携帯用酸素ボンベへの引火などの危険がある）
  - 携帯電話使用禁止とその表示（総務省の基準では15センチメートル程度以上離すとされる）
  - 施設の禁煙化とその表示（肺に障害がある場合、タバコの煙が症状を悪くする）
  - 小便器近傍への手すり設置
  - 玄関・入口・トイレへの呼出し用インターホン

などを指す。

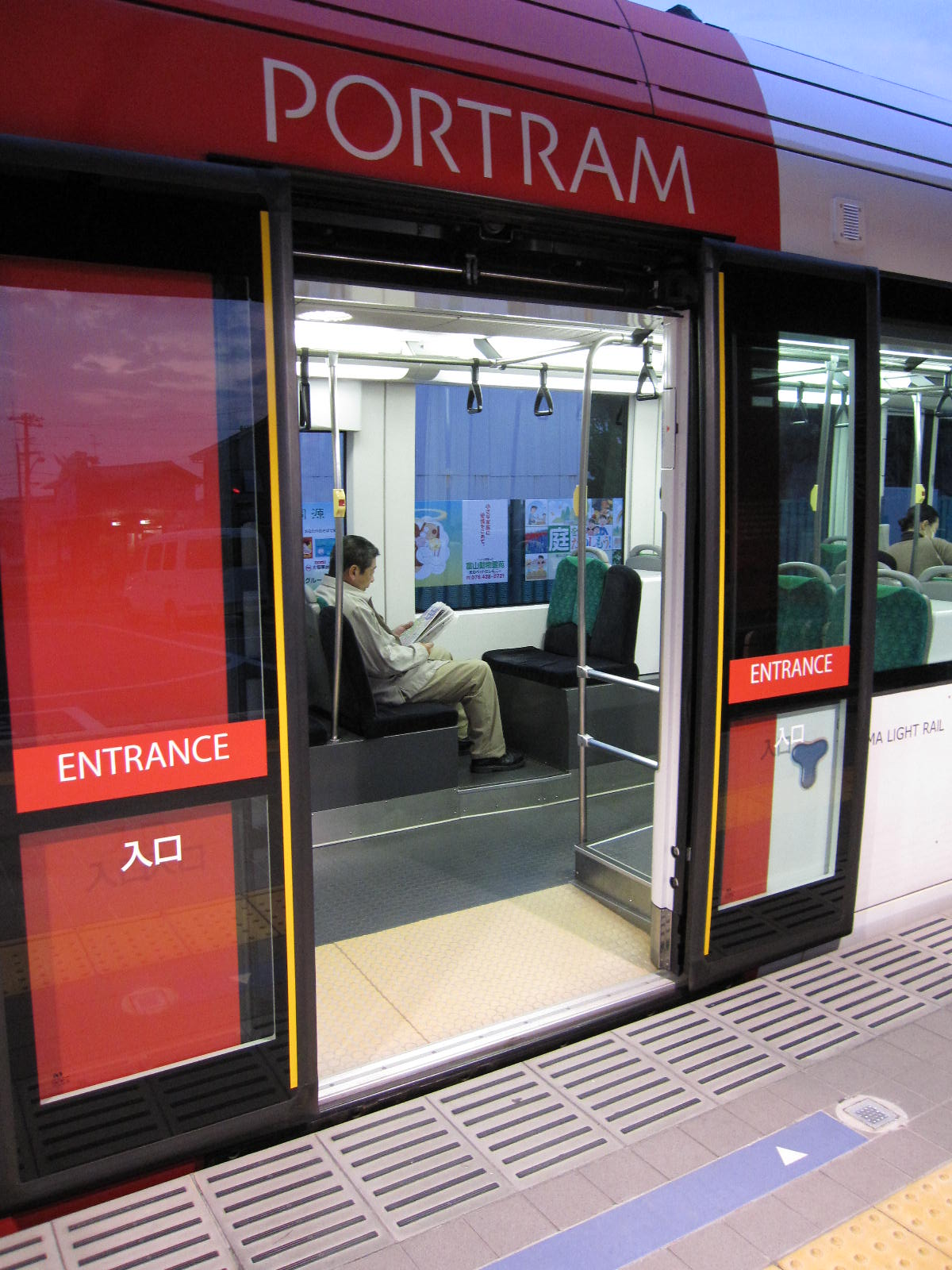
超低床電車の例（富山市ポートラム）
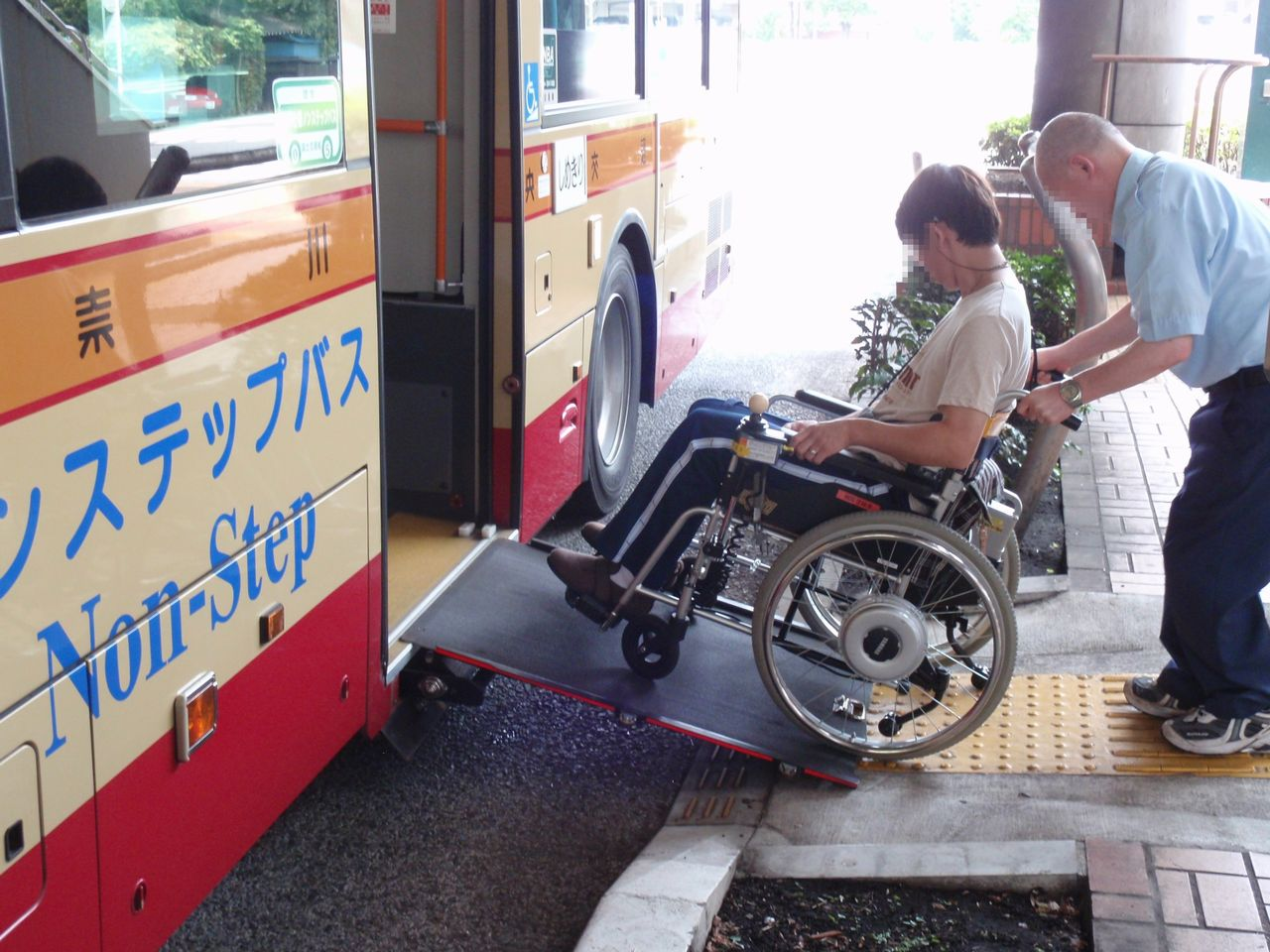
バスに装備された車椅子スロープの例 （神奈川中央交通）
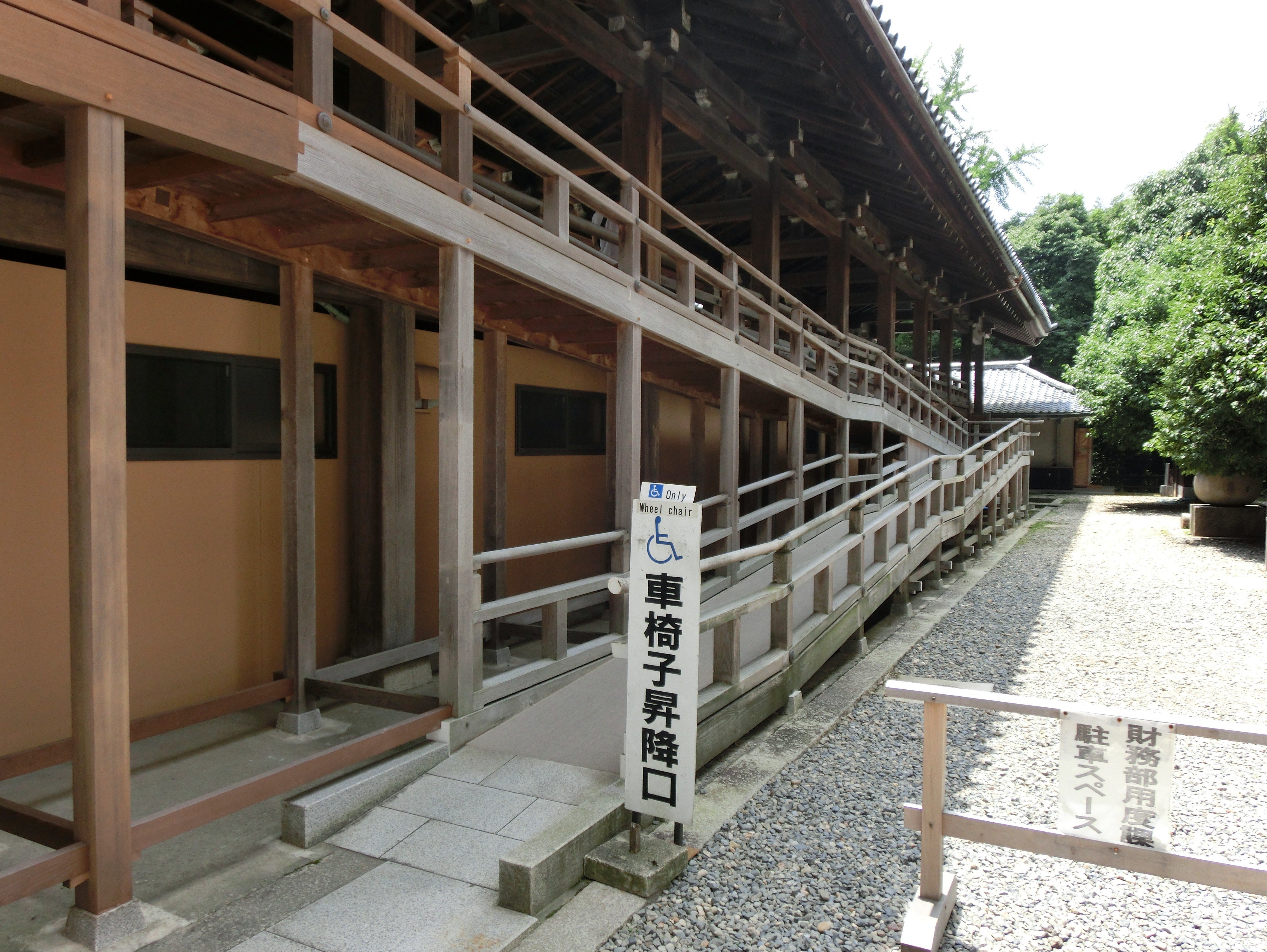
知恩院に設置された車椅子スロープ
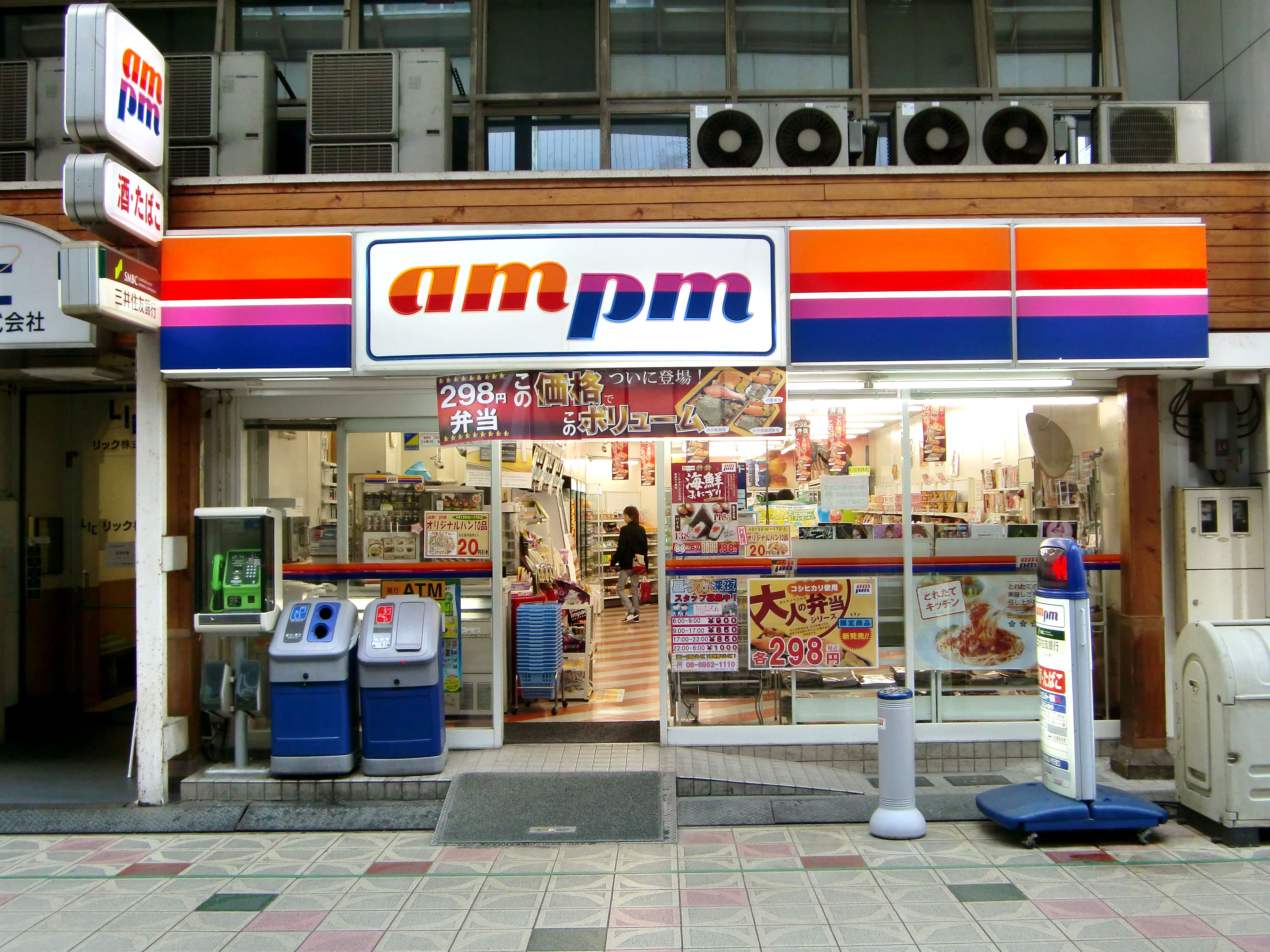
スロープ状のコンビニの入口 （ただし一般の乗り上げブロックは道路法では違法）
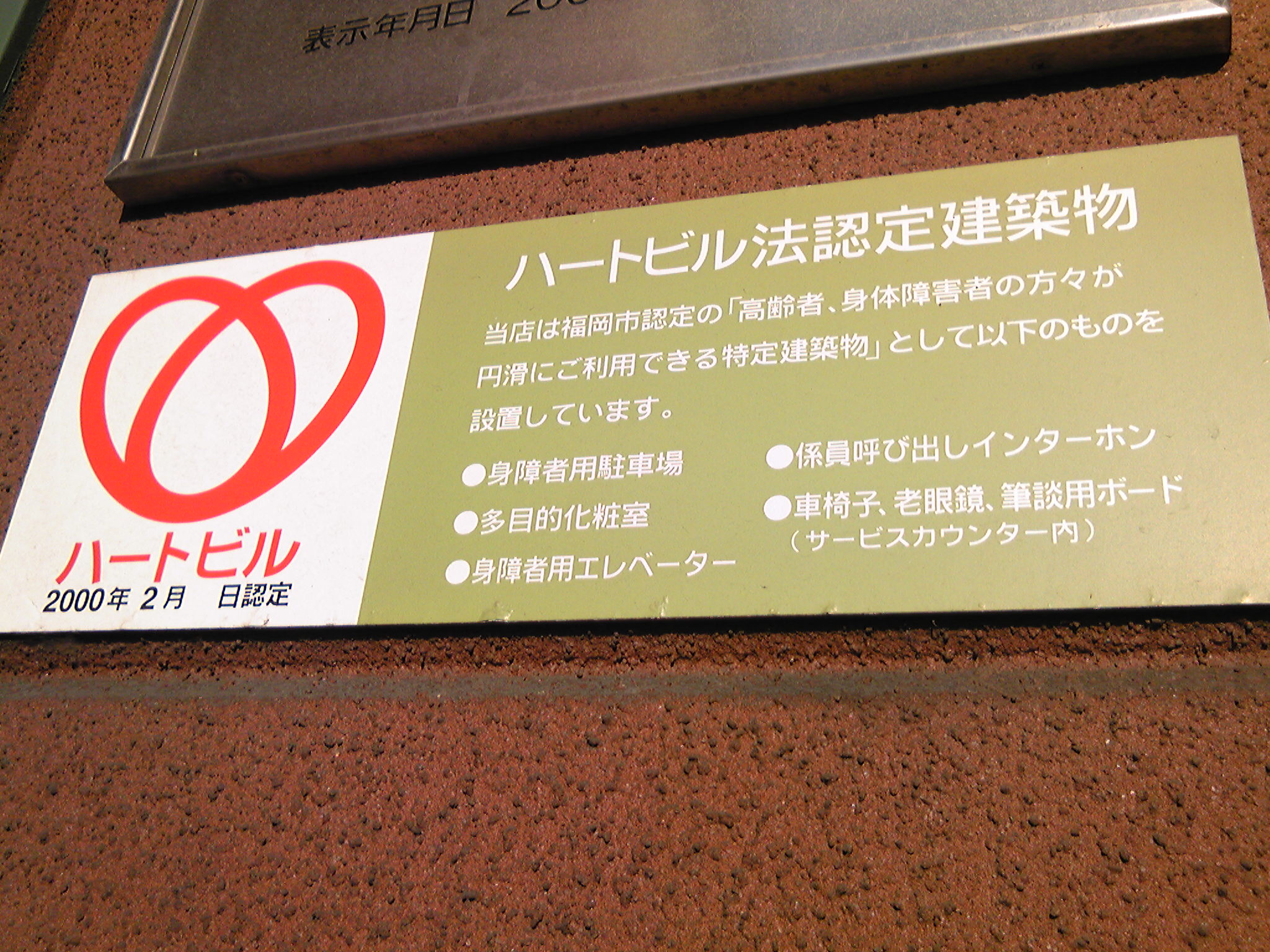
ハートビル表示板の例 （福岡県福岡市のイオンマリナタウン店）
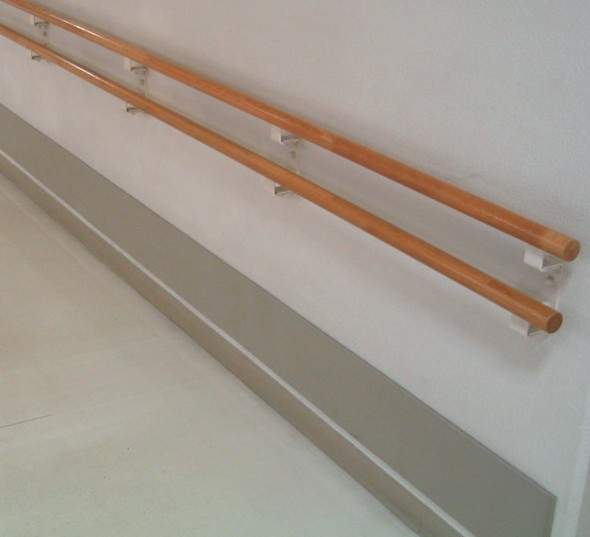
廊下の二段手すりの例
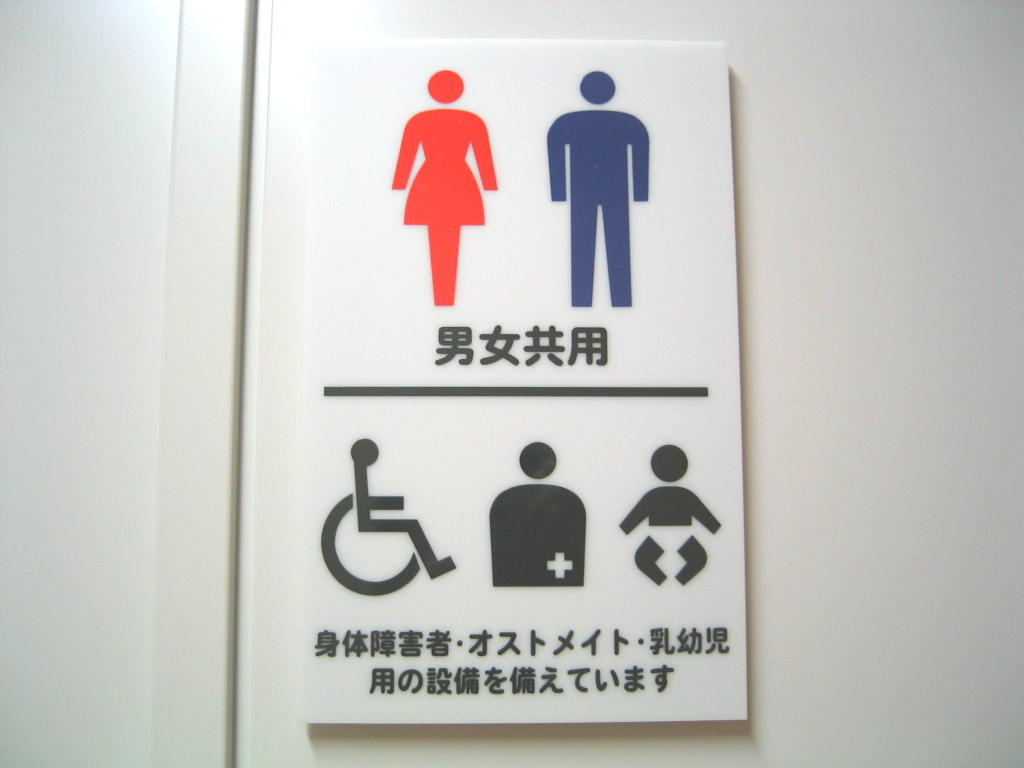
多目的トイレのピクトグラムの例 （オストメイト・乳児にも対応）
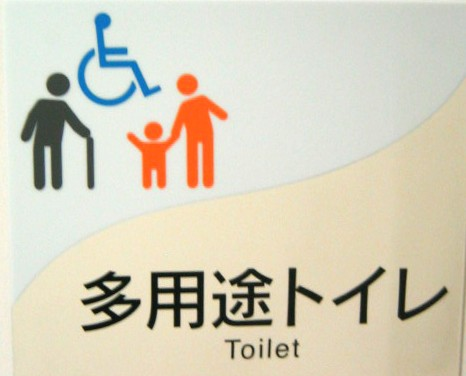
多目的トイレのピクトグラムの例 （高齢者・子供連れにも対応）
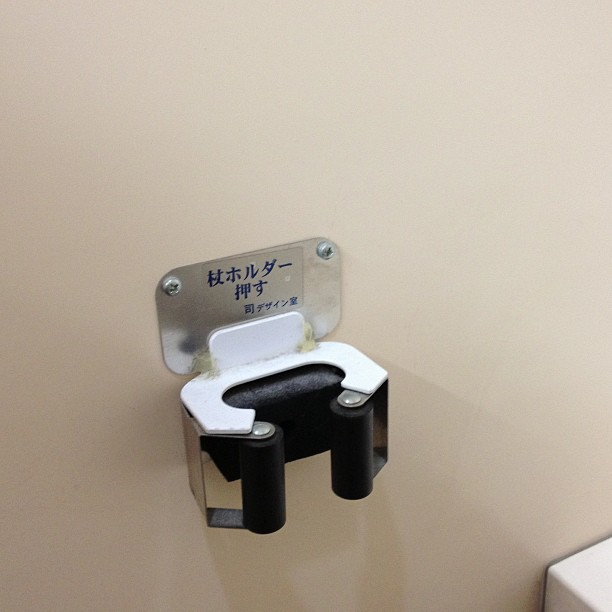
トイレの杖ホルダー
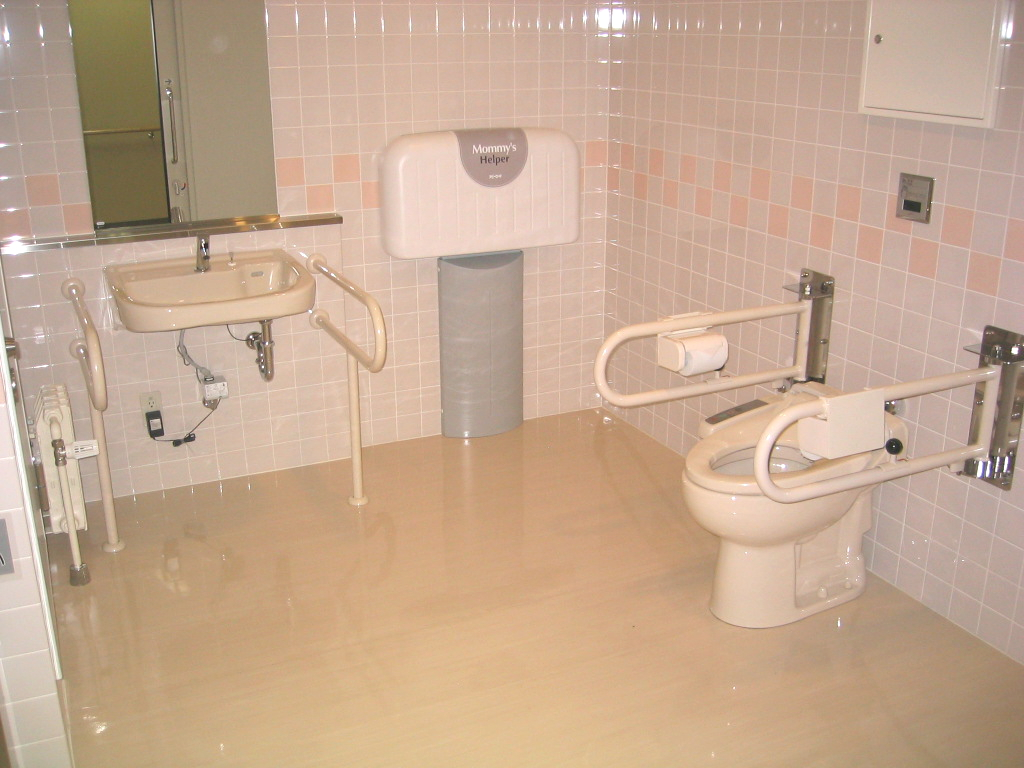
スペースの広いトイレの例
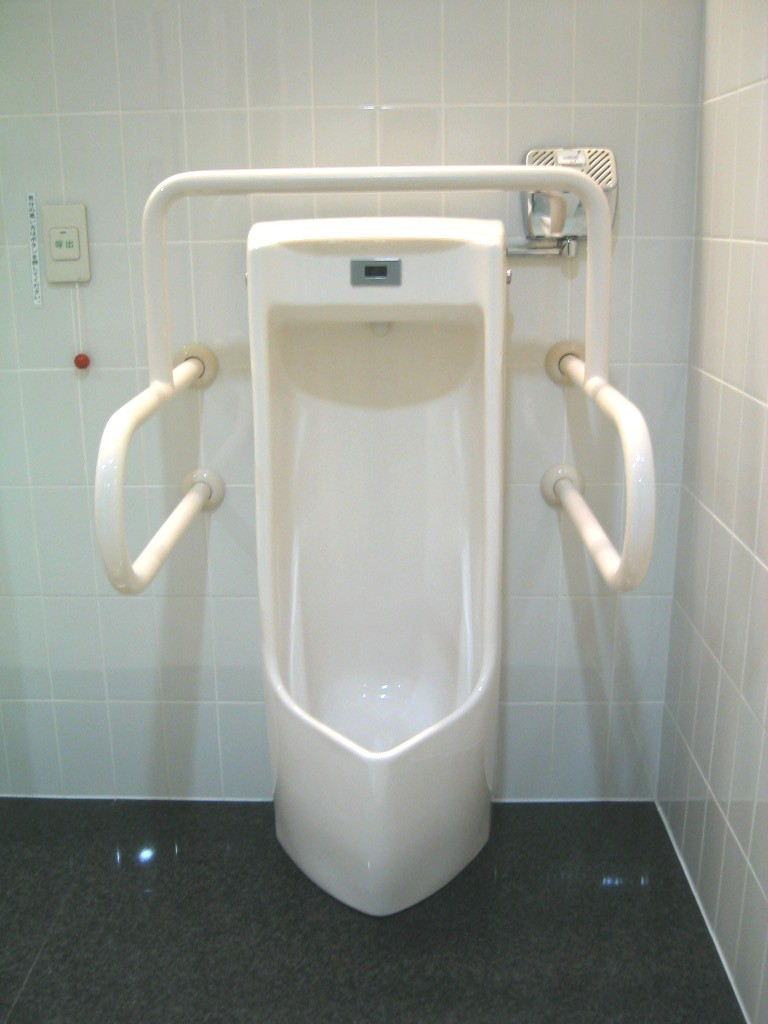
手すり付小便器の例
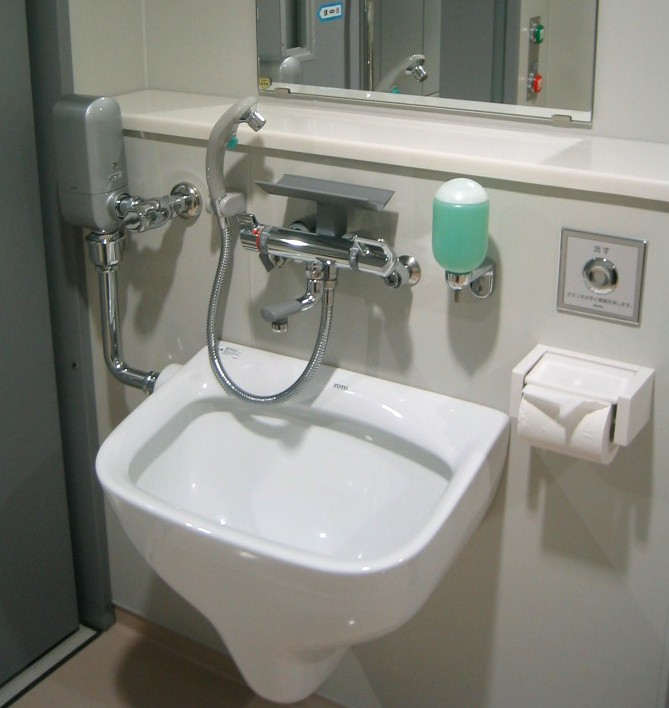
オストメイト対応トイレ （汚物流しシャワー型）
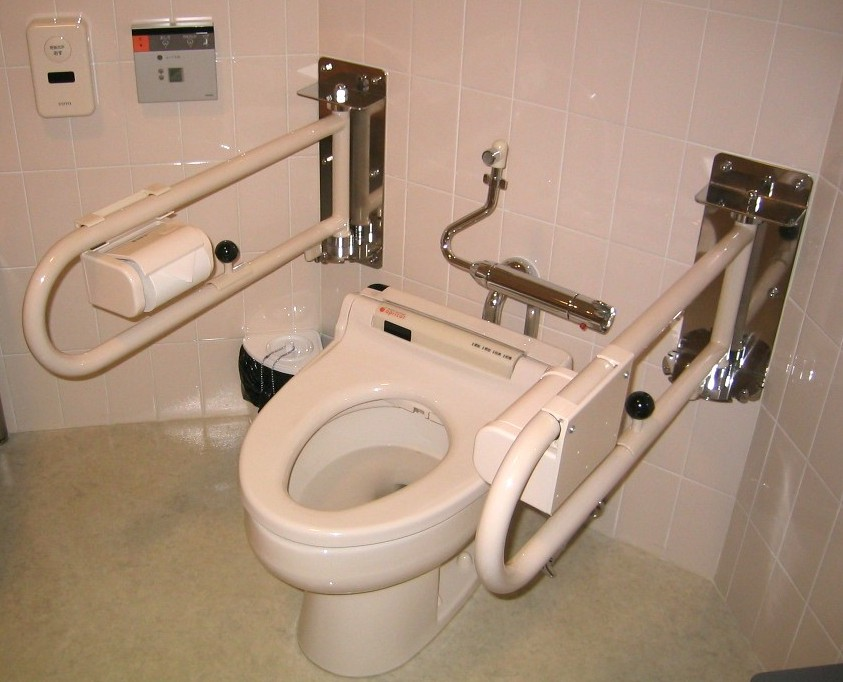
オストメイト対応トイレ （パウチしびん洗浄水栓使用型）
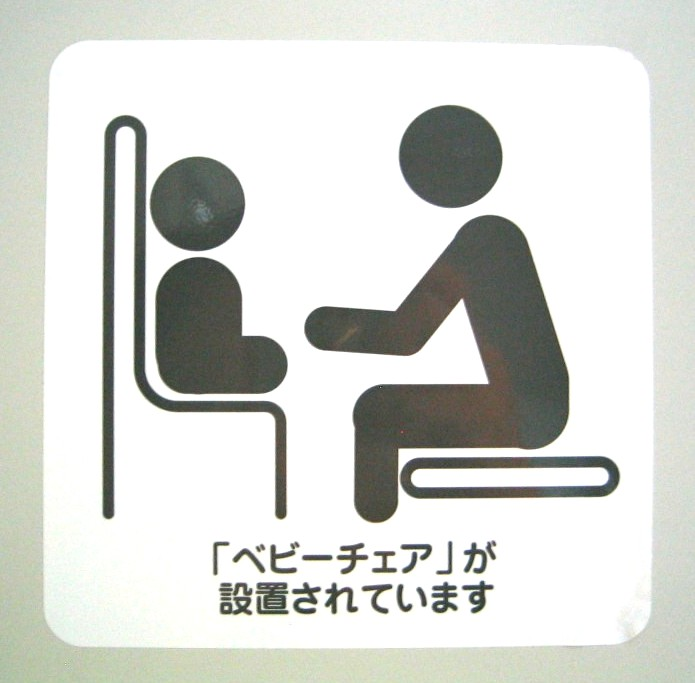
ベビーチェアーのあるトイレのピクトグラムの例
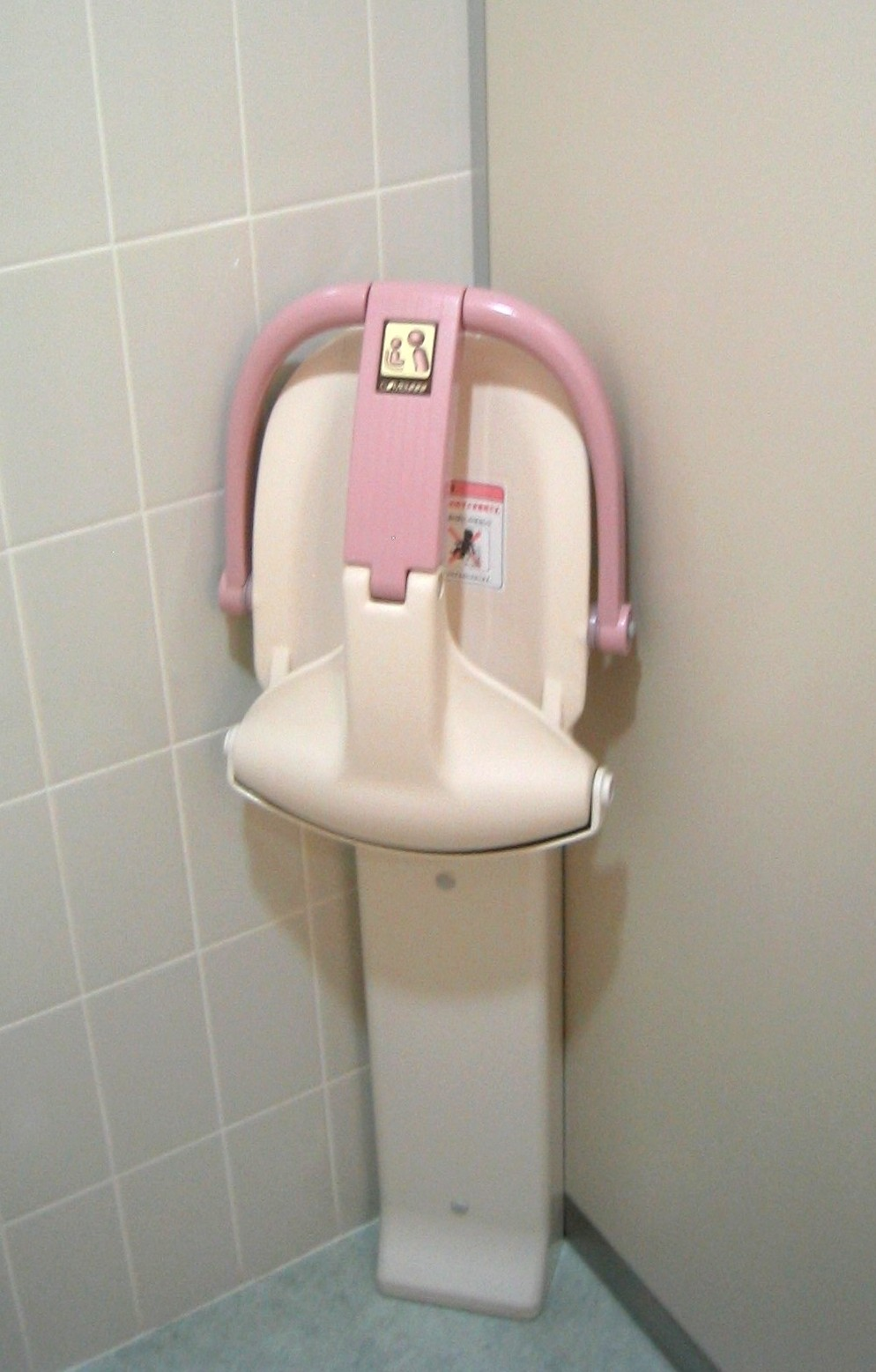
ベビーチェアーの例
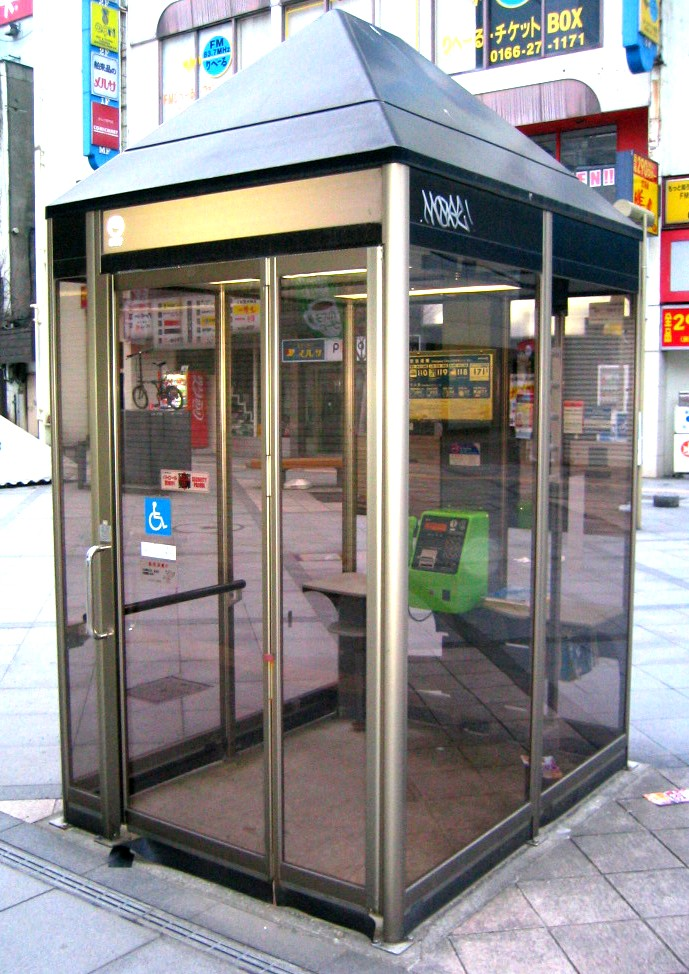
スペースの広い電話ボックスの例 （北海道旭川市の平和通買物公園）
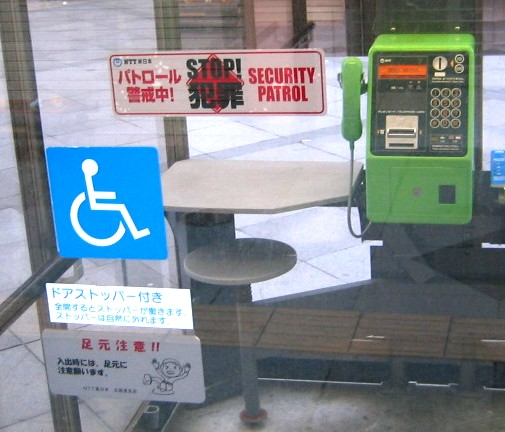
スペースの広い電話ボックスの例
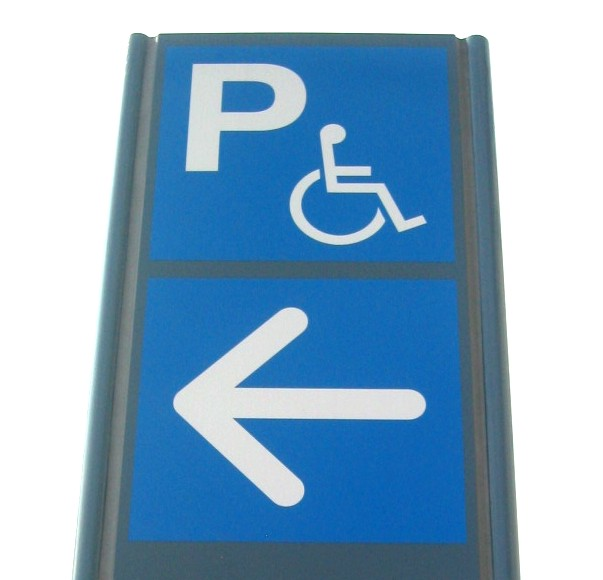
身体障害者用駐車場における標識の例
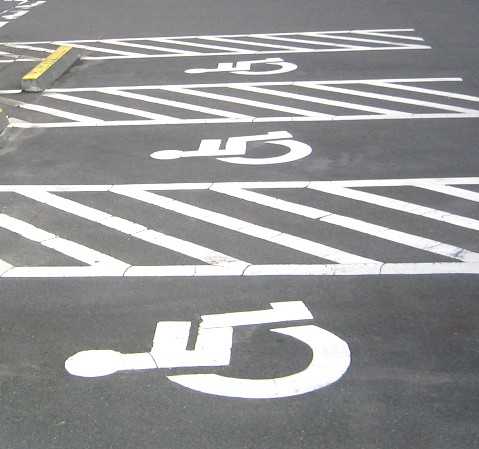
身体障害者用駐車場の例
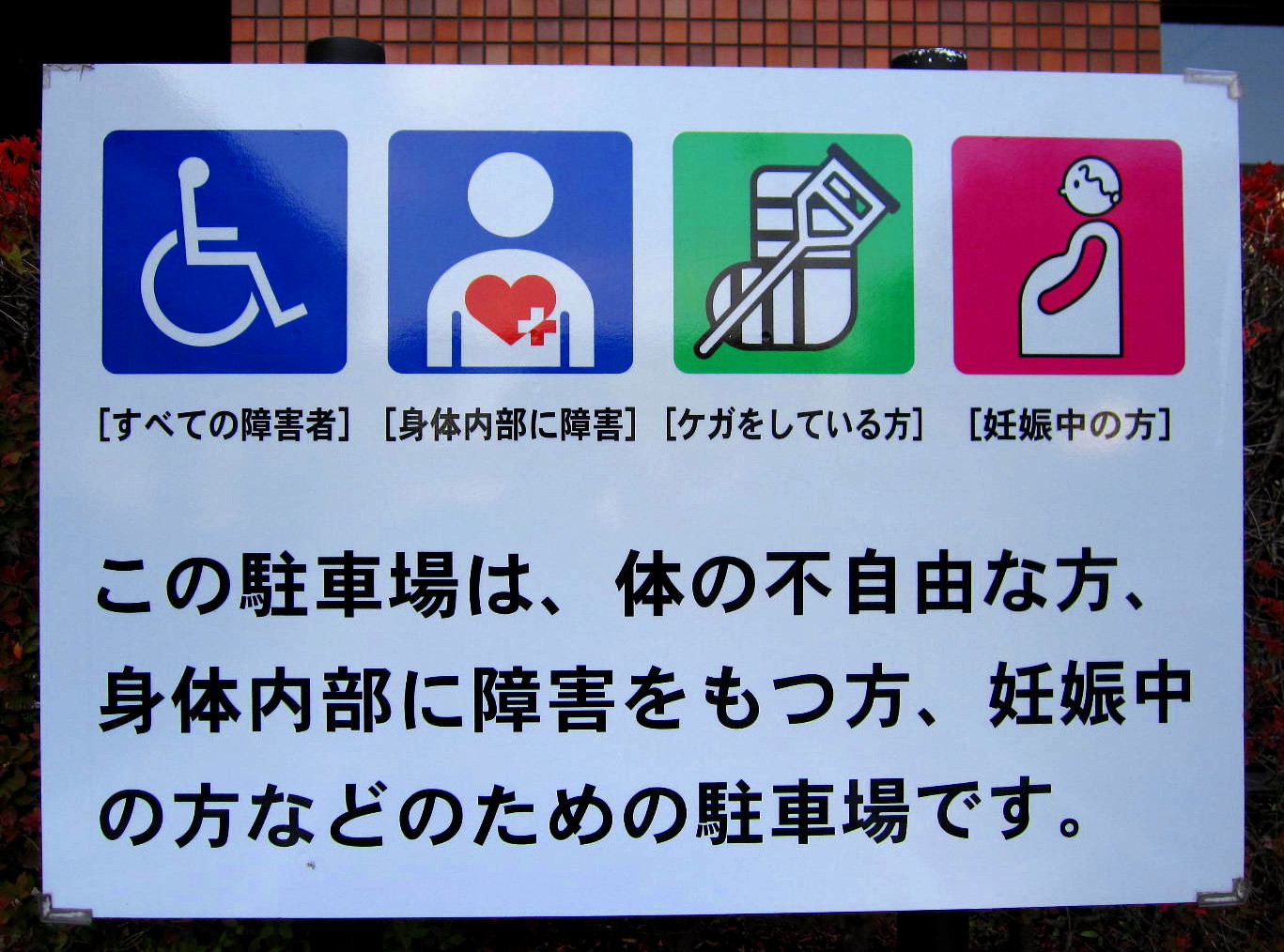
身体障害者用駐車場における標識の例 （石川県金沢市の金沢市庁舎駐車場）
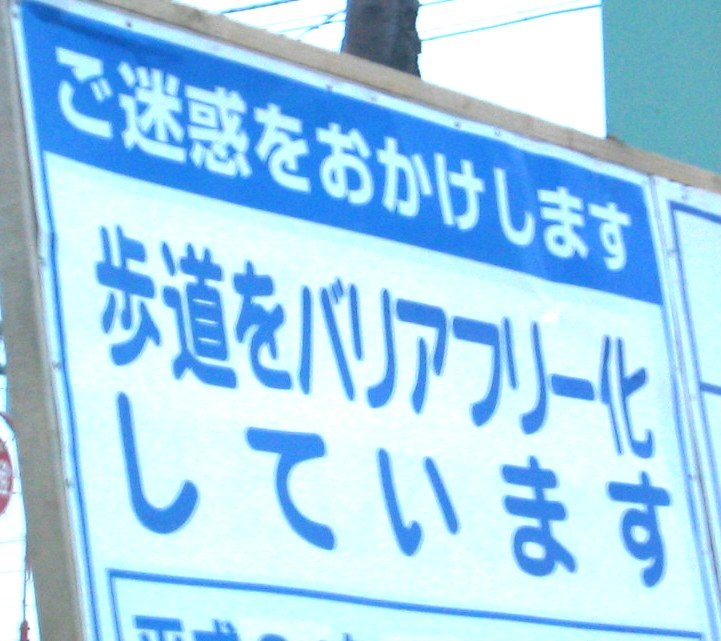
歩道バリアフリー化工事の標識の例
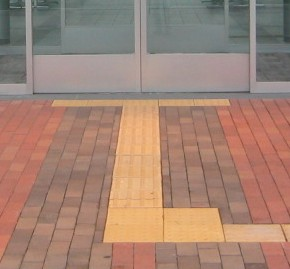
点字ブロックの例
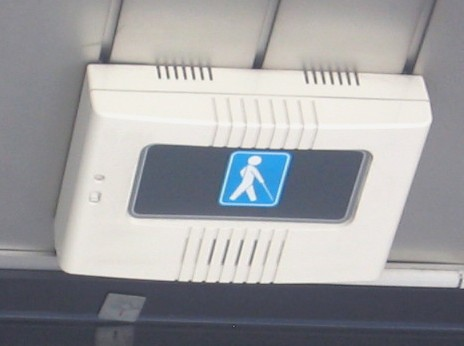
電子チャイム（盲導鈴）の例
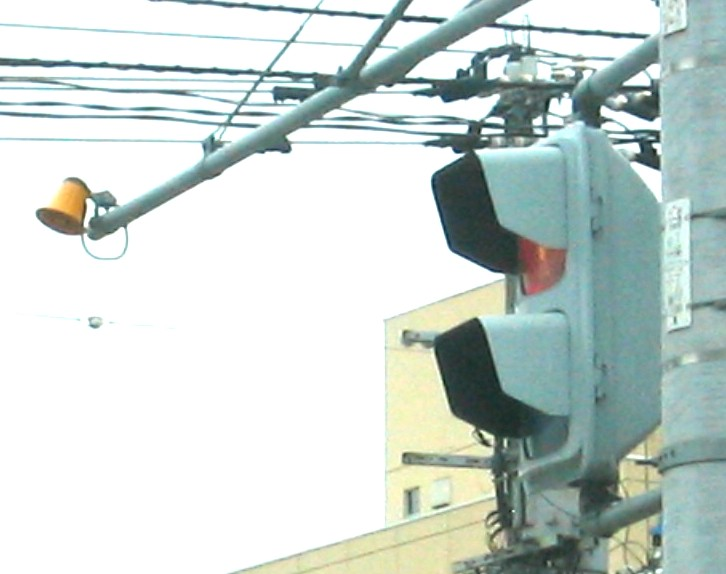
音響式信号機の例
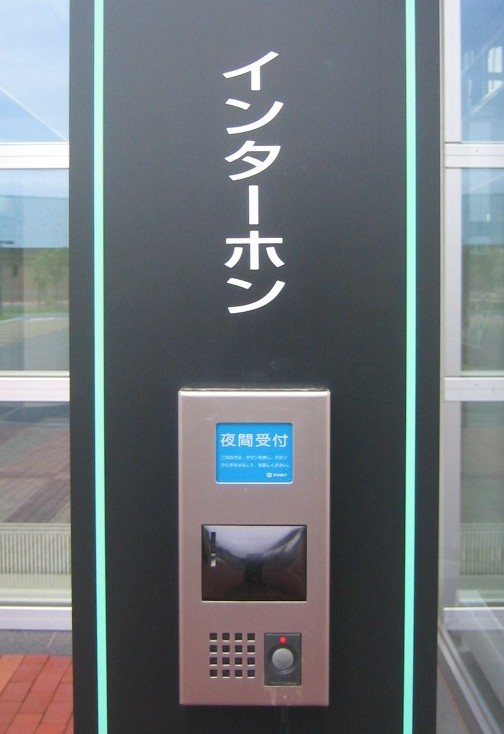
インターホンの例
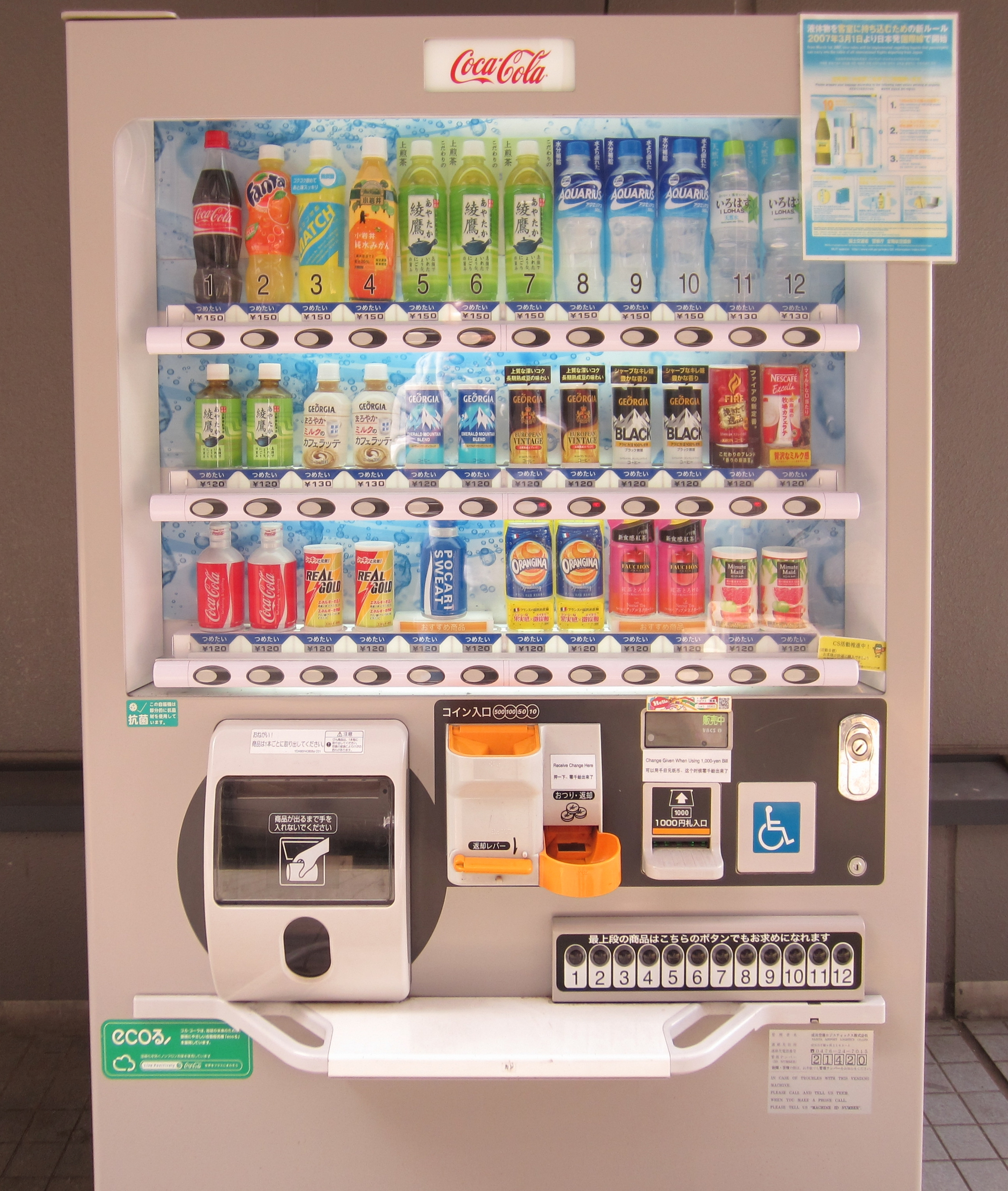
低位置にボタンがある自販機の例
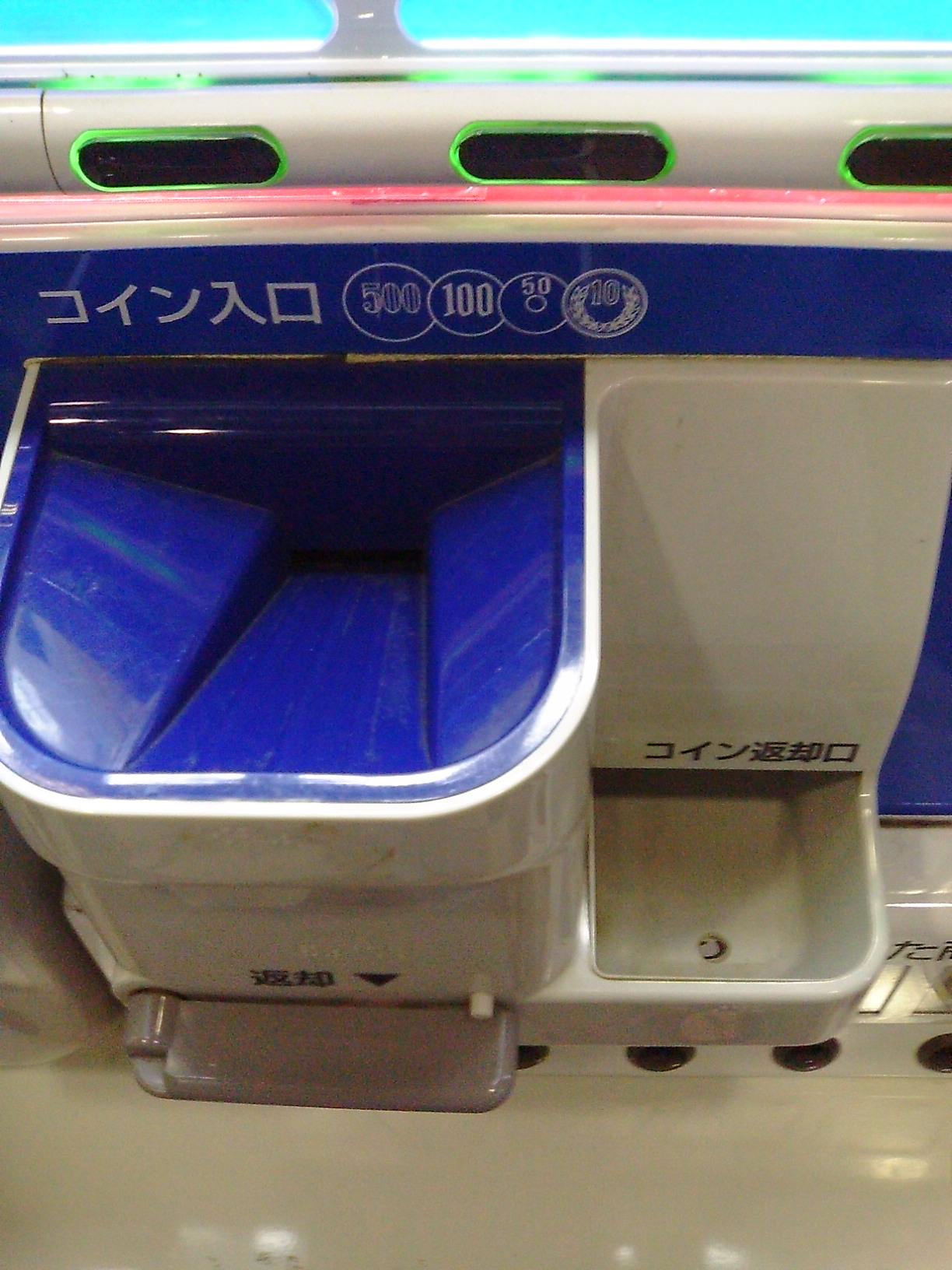
大きなコイン投入口
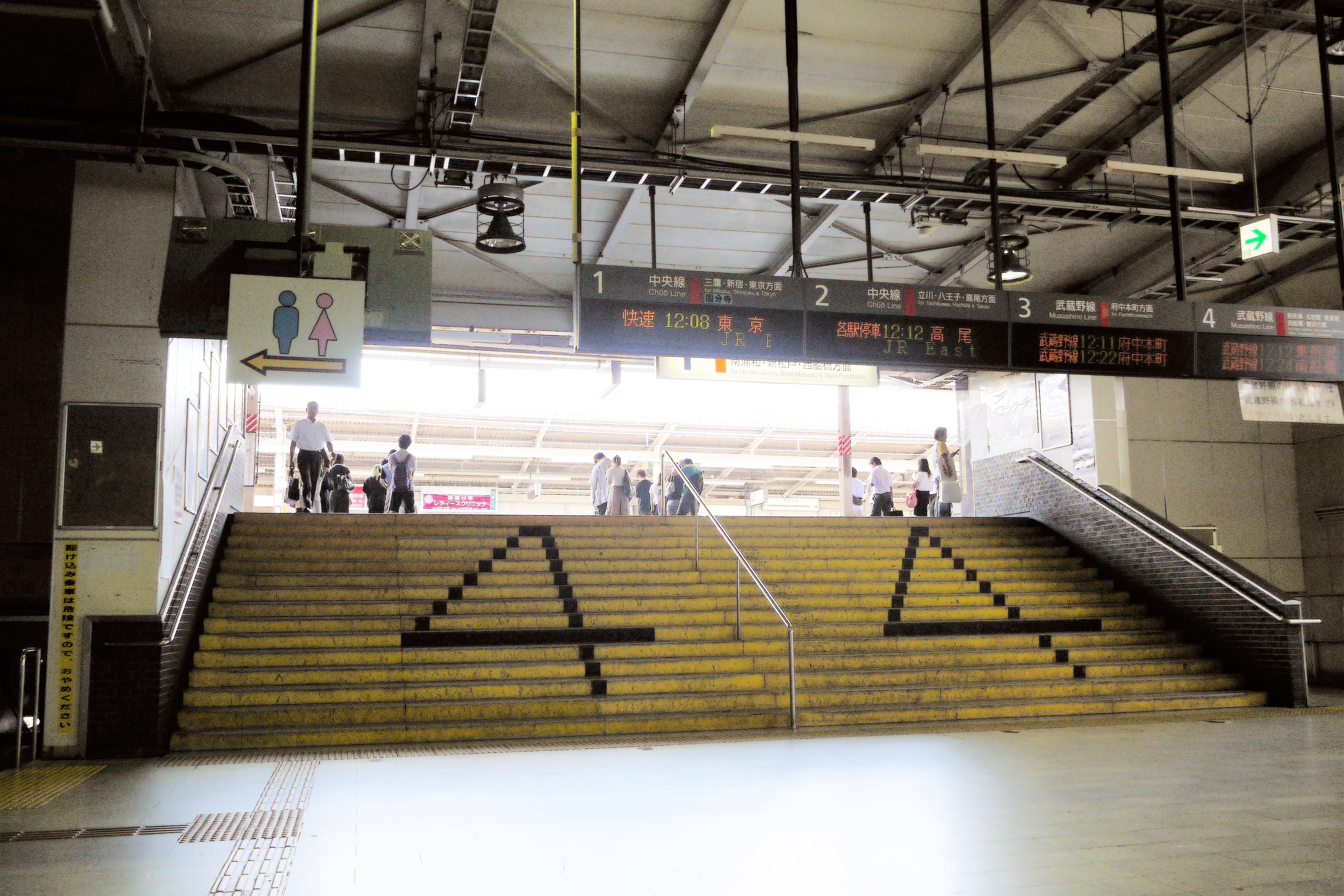
大きな数字で明確に表示（西国分寺駅）
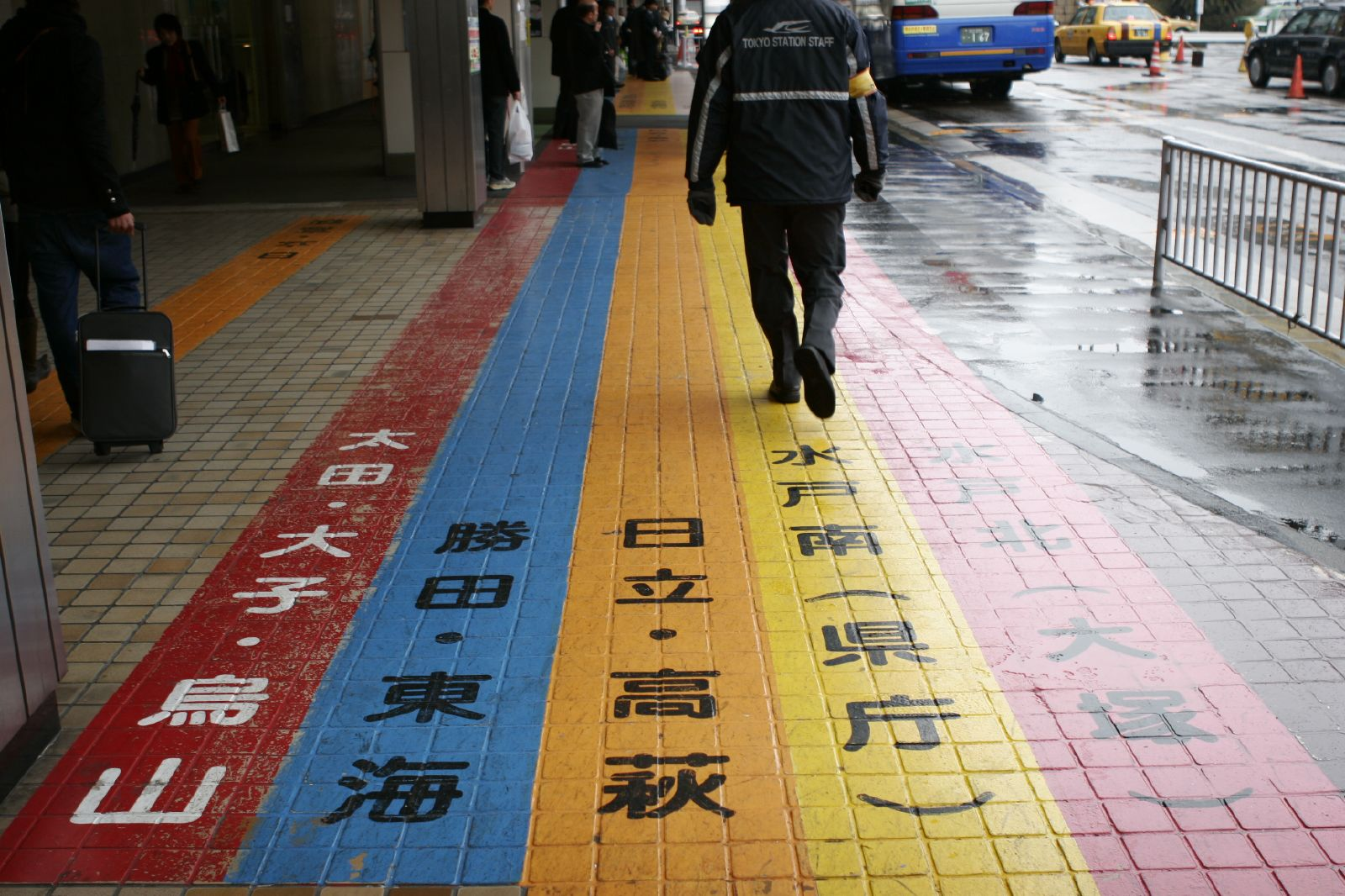
大きな文字と色分け（東京駅のバス乗り場）

## 制度上の改善

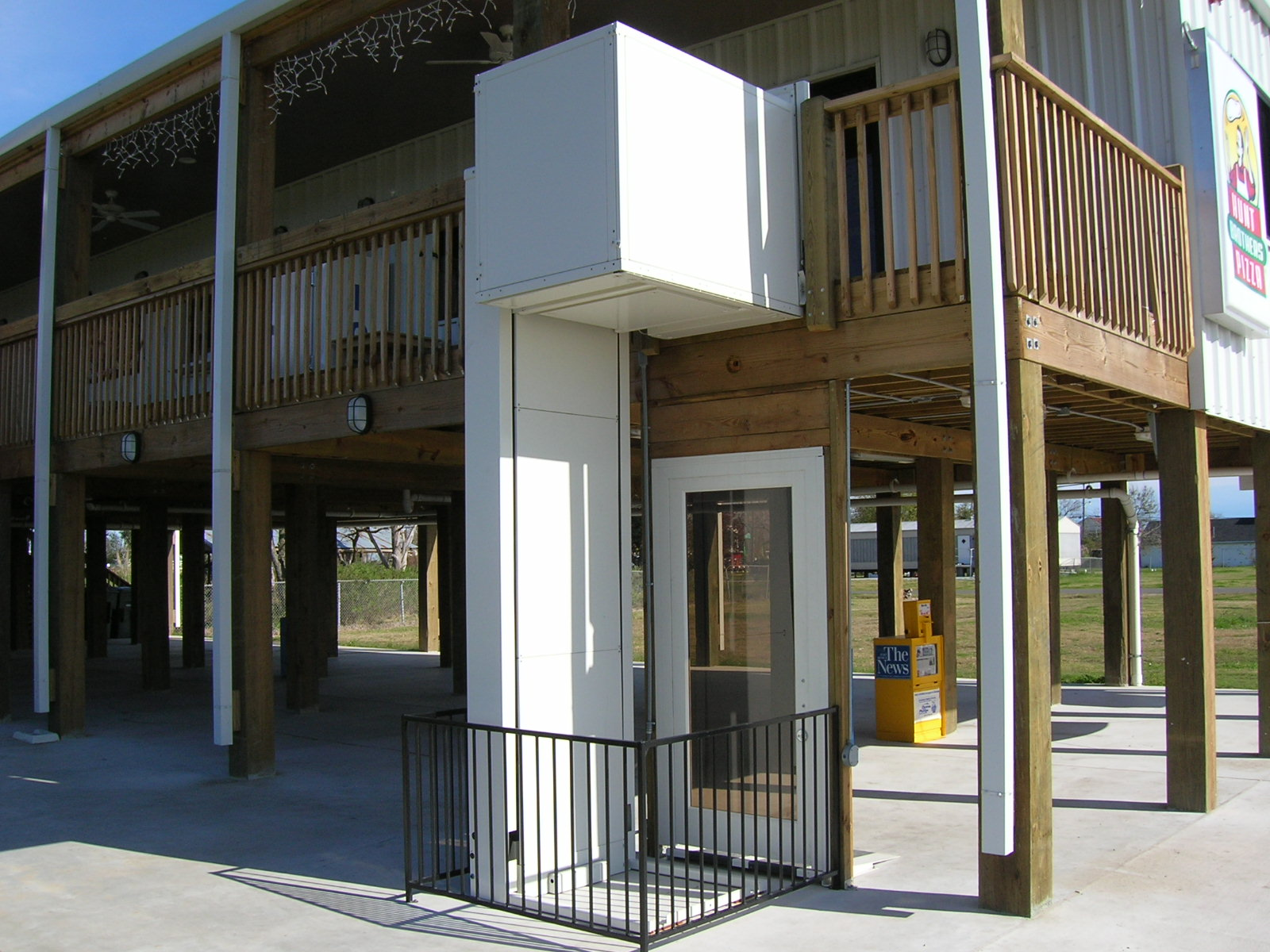
主に車椅子の利用者のために設けられた、屋外のエレベーター

前出の報告書「バリアフリーデザイン」では、緒言において障壁を「物理的障壁」と「社会的障壁」とに分類しており、社会的な意識の変革が必要だとしている。また、そのような障壁を作り出してしまう原因として「Mr.Average」なる架空の人物を図示し、障壁が生み出される要因は、それらの「実在しない人々」のニーズに応えるように作られているためだと指摘している。Mr.Averageは、肉体的にもっともよく適応できる壮年期にある男性（女性ではない）の象徴であり、「統計的に言えば、少数の人しかこのカテゴリーには属さない」とされ、決して障害者や高齢者のみを対象としているものではないことを明らかにしており、ましてバリアの存在を前提としているとは記していない（同報告書の全文は、日比野正己・編著『図解 バリア・フリー・百科』阪急コミュニケーションズ刊・1999年に掲載されている）。

### 交通のバリアフリー

#### 各国の基本理念と方針
スウェーデンやアメリカでは高齢者や障がい者の交通上の移動の制約は人権問題とされている。一方、イギリスでは高齢者や障がい者の交通上の移動の制約は交通問題と捉えられており、交通事業者が費用対効果を勘案しながら行政の指導や援助を得て人権に考慮した対策を進めてきた。

#### バスへの車椅子乗車問題
1976年末、川崎市内で車椅子のまま路線バスに乗車しようとした障がい者が乗車拒否にあった。当時、車椅子に乗ったままバスに乗車することは安全上認められず、運転手が車椅子から座席に座りなおすよう求め、障がい者がそれを拒否したためである。1977年4月12日、「車椅子に座ったままバスの乗車を認めよ」と訴える障がい者グループが川崎駅前のバス乗り場に集結、介護人などに助けてもらいながら次々とバスに乗車する抗議運動を始めた。バスの運転手は車椅子から降りて座席に座るよう促したが、障がい者側はそれを拒否。結果的に運行を打ち切るバスが続出し、当日のバスダイヤは大いに乱れた。身障者の一部は用意してきた金槌でバスの窓ガラスを割る、消火器を車内に放出するなどの抵抗を見せる一方、騒ぎに嫌気を感じた一般客が障害者を車外に排除する出来事も見られた。

#### 日本での対応
日本では1983年3月に「公共交通ターミナルにおける身体障害者用施設整備ガイドライン」、1990年3月に「心身障害者・高齢者のための公共交通機関の車両構造に関するモデルデザイン」が発表され交通事業者に対する指導が行われてきた。

#### スウェーデンでの対応
スウェーデンでは1979年に「公共交通機関の身体障害者用施設に関する法律」が制定され、タクシー以外の公共交通機関のバリアフリー化を義務付けた。

#### イギリスでの対応
イギリスでは1984年に「ロンドン地域運輸法」でロンドン地域でのバスと地下鉄での障害者ニーズへの対応が義務付けられ、1985年の「1985年運輸法」でロンドン以外の県や郡にも同様の配慮を義務付けた。1989年には「ロンドン警視庁規則」でロンドンのタクシーに車いす利用に対策を講じるよう義務付けた。

#### ドイツでの対応
ドイツでは1970年に連邦政府が「障害者のリハビリテーション促進のための行動計画」を発表し、1985年には交通大臣と州政府で「路面電車、都市鉄道および地下鉄に関する建設・使用規則」の改正が合意されバリアフリー化が進められている。

#### フランスでの対応
フランスでは1975年の障害者基本法や1980年の国内交通基本法など移動制約者に対するモビリティ確保の法令が制定されている。

### 街づくり
都市部における高齢者や身体障がい者に配慮したまちづくりの推進を図るため、快適かつ安全な移動を確保するための施設の整備等を行うことを目的とした国土交通省の所轄事業。
市街地における道路空間等と一体となった移動ネットワーク整備に対して、地方公共団体が行う整備計画の策定と、動く通路、スロープ、エレベーターその他の高齢者や身体障害者の快適かつ安全な移動を確保するための施設の整備等に一定の補助が適用される。

### 言語バリアフリー
当概念を広義に適用したもので、観光立国日本を実現するため、訪日外国人旅行の利便性・満足度向上のため、交通機関の掲示板を、多数の言語で表示しようとする事業である。英語・中国語・朝鮮語での表示が主になっている。ただし、英語圏・中華人民共和国・大韓民国（北朝鮮）において、相互主義で同様の掲示が日本語で示されているわけではない。東日本大震災の復興予算が、被災地以外での言語バリアフリー化に用いられていることが判明し問題となった。

### 関連法規
- 障害を持つアメリカ人法
- 障害者基本法
- 高齢者、障害者等の移動等の円滑化の促進に関する法律（バリアフリー新法）
- 高齢者、身体障害者等が円滑に利用できる特定建築物の建築の促進に関する法律（ハートビル法）
- 高齢者、身体障害者等の公共交通機関を利用した移動の円滑化の促進に関する法律（交通バリアフリー法）